# 4052 Crovisier
4052 Crovisier (1981 DP2) là một tiểu hành tinh vành đai chính được phát hiện ngày 28 tháng 2 năm 1981 bởi Bus, S. J. ở Siding Spring.